# Свеирска лига у рагбију
Свеирска лига у рагбију (енгл. All-Ireland League) је рагби 15 такмичење за клубове из Републике Ирске и Северне Ирске. Ову лигу спонзоришу ирске банке.

## О такмичењу
Свеирска лига је створена 1990. а реформисана је 1993. Поново је реформисана 2000. и до 2017. је реформисана још неколико пута. 
У Свеирској лиги учествују рагби клубови из 4 провинције Алстера, Манстера, Ленстера и Конота. 50 рагби клубова је подељено у две дивизије. Прва дивизија има две групе, а друга дивизија три групе. У свакој групи се налази 10 рагби клубова. У дивизији 2 играју аматери, у дивизији 1 играју такође аматери, али сваки клуб има право да користи 2 професионалца. Страни професионалци немају право да играју у овој лиги. Најквалитетнији ирски рагбисти не играју у овој лиги, они играју за свој провинцијски тим у светском клупском такмичењу "Про 14". У лигашком делу такмичења игра се двокружно, свако против сваког код куће и на страни. Четири најбоље пласиране екипе из групе 1А иду у плеј оф, где ће се борити за титулу. Последњепласирани из групе 1А испада у групу 1Б. Претпоследњи из групе 1А и други из групе 1Б играју меч за место у групи 1А. Два најслабије пласирана тима из група 1Б, 2Б и 2А испадају у ниже групе и замениће их две најбоље пласиране екипе из група 2А, 2Б и 2Ц. Два последње пласирана тима из дивизије 2Ц испадају у ниже зонске лиге. 

## Учесници
Дивизија 1А
- Баканирси
- Клонтарф
- Корк
- Универзитет Даблин
- Гериовен
- Лендсдаун
- Сеинт мари колеџ
- Теренур колеџ
- УСД
- Јанг манстер

Дивизија 1Б
- Белиненич
- Белимена
- Бенбриџ
- Долфин
- Нас
- Олд белведер
- Олд весли
- Шенон
- УЦЦ
- УЛ Бохемијанси

Дивизија 2А
- Армаф
- Блекроџ колеџ
- Кешел
- Голвај коринтијанси
- Голвеџијанси
- Грејстоунс
- Хајфилд
- Малоун
- Ненеф Ормонд
- Квинс универзитет

Дивизија 2Б
- Белфаст харлеквинси
- Сити оф дери
- Дунгенон
- МУ бернхел
- Наван
- Рејни олд бојс
- Олд сресент
- Скерис
- Сандејс вел
- Вондерерси

Дивизија 2Ц
- Бангор
- Бектив ренџерси
- Браф
- Малахајд
- Мидлтон
- Омаф
- Сипоинт
- Слиго
- Томонд
- Туламор

## Историја
Манстер је најуспешнија ирска провинција у рагбију. 17 титула су освојили клубови из Манстера. 
Листа победника Свеирске лиге у рагбију
- 1991. Корк
- 1992. Гериовен
- 1993. Јанг манстер
- 1994. Гериовен
- 1995. Шенон
- 1996. Шенон
- 1997. Шенон
- 1998. Шенон
- 1999. Корк
- 2000. Сеинт Мери колеџ
- 2001. Дунгенон
- 2002. Шенон
- 2003. Белимена
- 2004. Шенон
- 2005. Шенон
- 2006. Шенон
- 2007. Гериовен
- 2008. Корк
- 2009. Шенон
- 2010. Корк
- 2011. Олд беведер
- 2012. Сеинт мери колеџ
- 2013. Ленсдаун
- 2014. Клонтарф
- 2015. Ленсдаун
- 2016. Клонтарф
- 2017. Корк

| Рагби клуб          | Број титула |
| ------------------- | ----------- |
| Шенон               | 9           |
| Корк                | 5           |
| Гериовен            | 3           |
| Клонтарф            | 2           |
| Сеинт мери колеџ    | 2           |
| Ленсдаун            | 2           |
| Олдс белведер       | 1           |
| Јанг манстер        | 1           |
| Белимена            | 1           |
| Дунгенон            | 1           |
| Белфаст харлеквинси | 1           |
| Блекрок             | 1           |